# Maresciallo

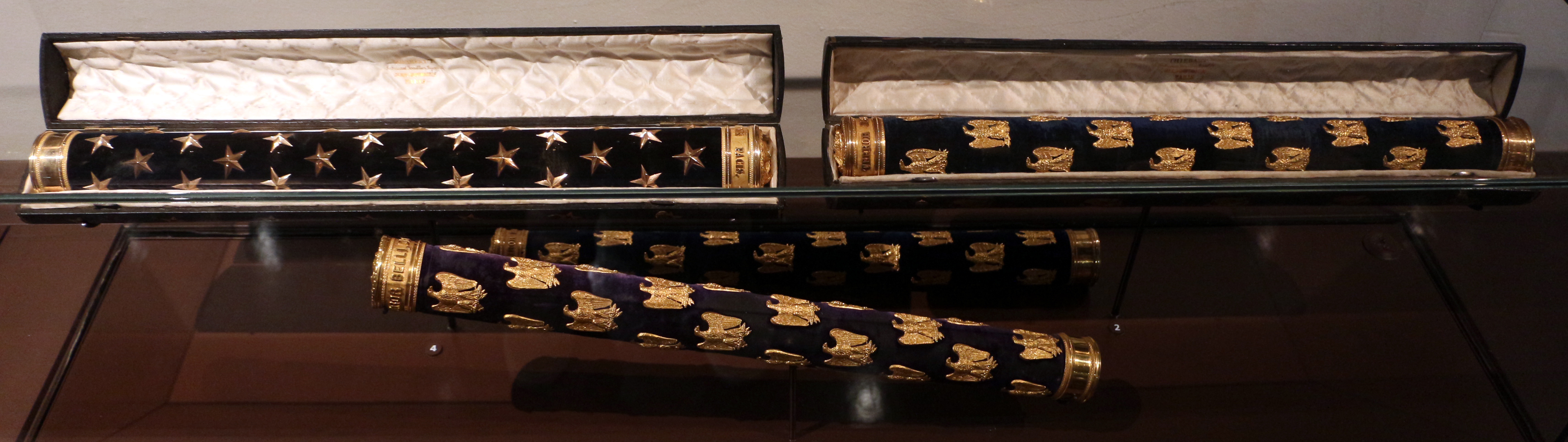
Bastoni francesi da comando per maresciallo, risalenti al XIX secolo (1851-1865).

Il maresciallo è un grado militare o un titolo onorifico in uso in varie forze armate del mondo; può essere rivestito dal comandante supremo di un esercito, sovente istituito unicamente in caso di guerra.

## Storia
Il titolo nacque come grado militare onorario, maréchal, nella Francia dell'XI secolo, forse per derivazione dalla figura del maniscalco, di cui comunque ha in comune l'etimologia dall'alto tedesco antico-francone: marahscalc, ovvero servo (scalc) addetto ai cavalli (marah). Il maréchal era un dignitario della corte medievale incaricato di sovrintendere alle scuderie del re. Il titolo crebbe in reputazione divenendo il maresciallo un membro fidato della corte.

## Caratteristiche
Il grado di maresciallo è, in alcuni eserciti, il grado più alto della gerarchia militare.
Il "maresciallato", a prescindere dal paese in cui viene conferito, si distingue per due peculiarità:
1. è concesso solamente a quel generale che abbia condotto eserciti vittoriosi in battaglia;
2. si contraddistingue per il conferimento del suo simbolo per eccellenza: il bastone di maresciallo.

Nei paesi anglosassoni e tedeschi (ma anche in alcuni arabi che hanno risentito dell'influenza britannica, come l'Egitto e l'Iraq) è denominato feldmaresciallo (Feldmarschall), ovvero maresciallo di campo. Abbiamo quindi il feldmaresciallo nella Germania imperiale e nazista (con l'eccezione di Hermann Göring, per il quale venne creato ad personam il grado di Reichsmarschall, maresciallo del Reich), nell'Impero austro-ungarico, nel Regno Unito e nei paesi del Commonwealth (dove è tuttora in uso).
Negli altri paesi abbiamo i titoli di maresciallo di Francia (durante l'epoca napoleonica era detto maresciallo dell'Impero), di maresciallo dell'Unione Sovietica, di maresciallo di Polonia, ed altri. Sino al 1946 anche in Italia era presente la dignità del maresciallato con il grado di maresciallo d'Italia. Negli anni trenta venne creato anche il grado di primo maresciallo dell'Impero, che venne conferito contemporaneamente al re Vittorio Emanuele III ed al capo del governo Benito Mussolini.
Al grado di maresciallo - conferito ai generali dell'esercito - solitamente corrisponde il grado di grande ammiraglio per la marina militare ed il grado di maresciallo dell'aria per l'aeronautica militare.

## Nel mondo

### Francia
Una legge del parlamento francese del 13 marzo 1875 mise i quattro marescialli di Francia in carica alla testa dello Stato maggiore, rimandando a ulteriori disposizioni la regolamentazione delle successive nomine; l'ultimo maresciallo, Canrobert, morì nel 1895.
Fu con la prima guerra mondiale che la carica venne ripristinata, quando il 26 dicembre 1916 un decreto del Presidente della Repubblica nominò il maresciallo Joseph Joffre, già comandante in capo dell'esercito francese. L'ultimo a essere nominato Maresciallo di Francia è stato il generale Marie-Pierre Kœnig (1898-1970), il 6 giugno 1984 (postumo).
È simbolizzato da sette stelle contro le cinque del grado più elevato, generale d'armata.
In Francia in epoca napoleonica fu istituito il grado di Maresciallo dell'Impero, che comandava più corpi d'armata. Vi era poi il grado di Maréchal de camp (Maresciallo di campo) corrispondente al generale di brigata, e dal XVII secolo fino al 1848 anche quello di Maresciallo generale degli accampamenti e delle armate del re.

### Grecia
Nell'Esercito greco il grado di Anthypaspistis (greco: Ανθυπασπιστής; traduzione: maresciallo, letteralmente pastore superiore) fa parte dei sottufficiali, mentre il grado inteso come comandante supremo era Stratarchis (greco: Στρατάρχης), grado che inizialmente assegnato a re Costantino I per il suo comando nelle guerre balcaniche venne poi ripristinato nel 1939 per Re Giorgio ed i suoi successori fino all'abolizione della monarchia nel 1974. L'unico ufficiale ad essere stato insignito del grado fu il generale Alexander Papagos il 28 ottobre 1949 come riconoscimento dei suoi servizi durante l'invasione italiana della Grecia nel corso della Seconda guerra mondiale e nella guerra civile greca.

### Giappone
Nell'Esercito imperiale giapponese vi fu il titolo di Gensui (Maresciallo). Il massimo grado militare che era denominato Daigensui-Rikugun-Taishō (Primo maresciallo generale d'armata) cui seguiva il Gensui Rikugun Taishō (maresciallo generale d'armata).

### Italia

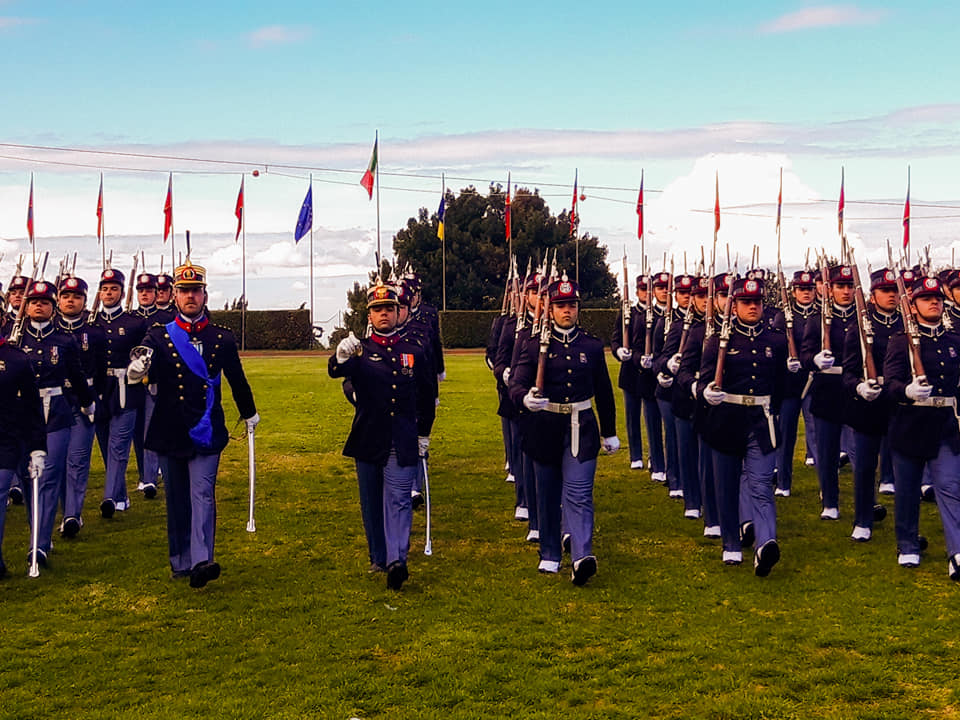
Viterbo, Scuola Sottufficiali Esercito Italiano. Giuramento Allievi Marescialli (aprile 2019)

In Italia è uno dei gradi superiori dei sottufficiali e in passato un grado per gli ufficiali generali del Regio Esercito con il titolo di Maresciallo d'Italia, per i generali che si erano particolarmente distinti in campagne di guerra e della Regia Aeronautica con il titolo di Maresciallo dell'aria, conferito unicamente al generale di squadra aerea e ministro dell'aeronautica Italo Balbo, che ricevette il titolo al termine della cosiddetta "crociera aerea del Decennale".
In  particolare, il grado è equivalente al codice di grado NATO OR-8/OR-9 (Denominazione NATO appartenuta al grado di maresciallo ordinario prima 1995). Attualmente si possono dividere tra "nuovo iter", "vecchio iter" e “senza iter” (a seconda di quando hanno frequentato la Scuola Sottufficiali o nell’ultimo caso, il non averla frequentata affatto).
Nell'Esercito Italiano il maresciallo è un ruolo appartenente alla categoria dei sottufficiali. Nell'Arma dei Carabinieri la denominazione del grado di primo maresciallo è maresciallo maggiore, con la qualifica di sostituto ufficiale di pubblica sicurezza, mentre nella Guardia di Finanza la denominazione del grado è maresciallo aiutante.
Nel 1924 in Italia venne il titolo di Maresciallo d'Italia, per onorare i generali Luigi Cadorna e Armando Diaz, che avevano comandato il Regio Esercito nella prima guerra mondiale. Successivamente, nel 1926, il grado fu conferito anche ad alcuni comandanti d'armata che si erano particolarmente distinti durante la guerra.
Dopo la conquista dell'Etiopia venne istituito il grado di Primo maresciallo dell'Impero, che venne conferito contemporaneamente sia a re Vittorio Emanuele III che al capo del governo Benito Mussolini.
Il grado di maresciallo d'Italia è stato abolito con il Decreto legislativo del Capo provvisorio dello Stato n. 66 del 18 gennaio 1947 .

### Peru
Gran Maresciallo del Perù (spagnolo: Gran Mariscal del Perú), comunemente denominato come Maresciallo del Perù, è il grado più alto dell'esercito peruviano. A differenza degli altri gradi, viene conferito solo ad un ufficiale che abbia riportato una vittoria in guerra.

### Polonia
Nelle forze armate polacche il grado di Maresciallo di Polonia era previsto solamente per coloro che avessero riportato una vittoria in guerra.

### Repubblica Democratica Tedesca
Nella Repubblica Democratica Tedesca il 25 marzo 1982 venne istituito dal Consiglio di Stato della Repubblica Democratica Tedesca il grado di Maresciallo della Repubblica Democratica Tedesca, creato ad imitazione del grado di maresciallo dell'Unione Sovietica, ma che non venne mai assegnato ad alcun ufficiale generale fino alla sua abolizione, nel novembre 1989. Fino al 1982 il grado più alto era stato Armeegeneral.
Sul modello dei gradi dell'Armata rossa, nei paesi del patto di Varsavia si trovava il seguente sistema: maggior generale – tenente generale – colonnello generale – generale d'Armata – maresciallo.

### Russia

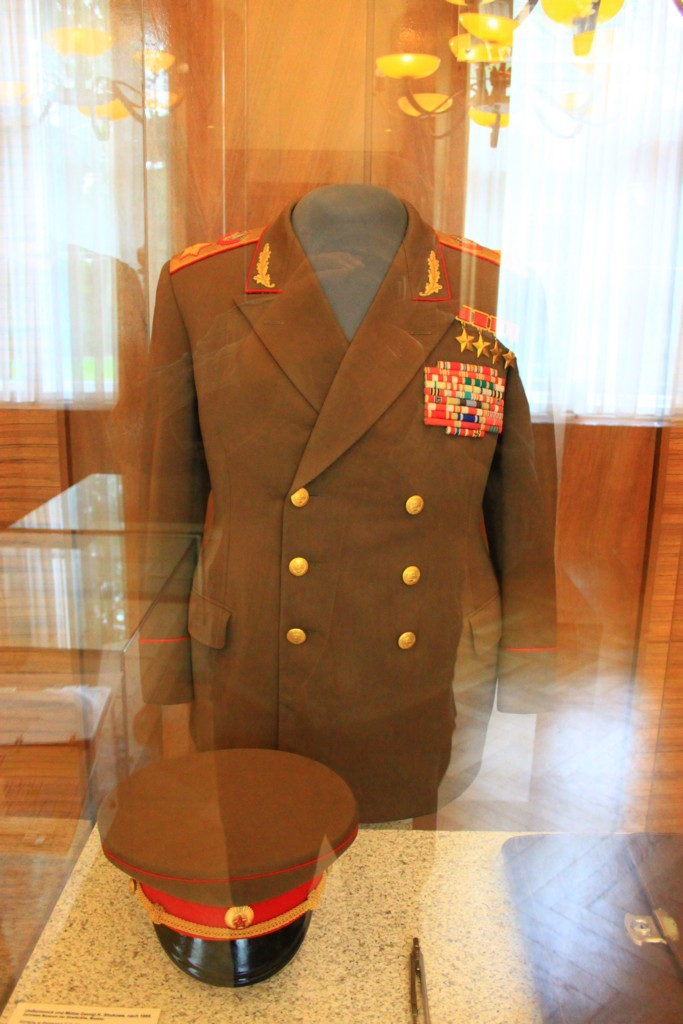
Divisa da maresciallo sovietico

In Unione Sovietica furono istituiti nella categoria degli ufficiali generali, i gradi di Maresciallo di corpo e di Maresciallo comandante di corpo, entrambi dal punto di vista gerarchico equivalenti al generale d'armata.
Maresciallo dell'Unione Sovietica era de facto il grado militare più elevato (de iure era quello di Generalissimo dell'Unione Sovietica, ottenuto unicamente da Stalin, che tuttavia rifiutò). Il grado venne creato nel 1935 ed abolito nel 1991.  Sul piano pratico il grado di Generale d'armata e quello di Maresciallo dell'Unione Sovietica si equivalevano, lasciando al rango di maresciallo una qualifica fortemente onorifica. Furono quarantuno i generali che ottennero il grado.
La Marina militare sovietica aveva come corrispettivo quello di ammiraglio della flotta dell'Unione Sovietica.
Nelle forze armate della Federazione russa il grado di "Maresciallo dell'Unione Sovietica" è stato sostituito dal 1993 con il grado di Maresciallo della Federazione Russa.
La Marina militare russa ha come corrispettivo quello di ammiraglio della flotta.
| Gradi militari delle forze terrestri russe           | Gradi militari delle forze terrestri russe                        |
| ---------------------------------------------------- | ----------------------------------------------------------------- |
| grado inferiore Generale dell'Armata (Генерал армии) | Maresciallo della Federazione Russa (Маршал Российской Федерации) |

### Stato Pontificio
Il maresciallo di Santa Romana Chiesa era un alto dignitario pontificio laico il quale rivestiva la carica di custode perpetuo del Conclave, con la funzione di sorvegliare la clausura del Collegio cardinalizio riunito in conclave e di attendere alla custodia e difesa dei padri cardinali. Il maresciallo aveva il compito di chiudere la porta d'accesso al conclave con una chiave che doveva portare sempre con sé, chiusa in una borsa di velluto di colore rosso.
Nel tempo, il maresciallo di Santa Romana Chiesa coincise anche con la carica di capo di Stato Maggiore dell'Esercito dello Stato della Chiesa (da non confondere con la carica più militare di Capitano generale della Chiesa). Pertanto, durante il corteo papale, le cavalcate pontificie e nella scorta ai trasferimenti del romano pontefice, il maresciallo, montando a cavallo,  affiancava il papa assieme al Vessillifero di Santa Romana Chiesa, che montava sull'altro fianco del pontefice. Durante il periodo in cui ne furono titolari i Savelli, ebbe anche la giurisdizione sulla Corte Savella.
Il primo maresciallo di Santa Romana Chiesa fu il conte Luca Savelli nel 1270 o 1274. Dal 1352 la carica fu ereditaria e fino al 1712 fu della famiglia Savelli, estinta la quale dal 1712 (pontificato di Clemente XI) al 1966 (pontificato di Paolo VI) è stata esercitata dal primogenito della famiglia Chigi di Ariccia. Fu soppresso con la riforma della curia romana voluta da papa Paolo VI nel 1966, attualmente il ruolo è ricoperto dal Clavigero dei musei vaticani.
Hanno ricoperto negli anni tale incarico:
- Luca Savelli (1271-1309)
- Arnaldo de Trianno (?-?)
- Giovanni da Tolosa (?-?)
- Ugo de Ruppe (?-1352)
- Giovanni Battista Savelli (1352-?)
- Giovanni Battista Savelli di Rignano (?-1450)
- Pandolfo Savelli di Rignano (1450-1471)
- Piergiovanni Savelli di Rignano (1471-1473)
- Mariano Savelli di Palombara (1473-1483)
- Domenico Albergati (1483-?)
- Troilo Savelli di Palombara (?-1517)
- Tullo Ostilio Savelli di Palombara (1517-1562)
- Troilo Savelli di Palombara (1562-1574)
- Bernardino Savelli, I duca di Castelgandolfo (1574-1580)
- Giovanni Savelli, II duca di Castelgandolfo (1590-1628)
- Paolo Savelli, I principe di Albano (1628-1632)
- Bernardino Savelli, II principe di Albano (1632-1658)
- Giulio Savelli, III principe di Albano (1658-1712)
- Augusto Chigi, II principe di Farnese (1712-1744)
- Agostino Chigi della Rovere, III principe di Farnese (1744-1769)
- Sigismondo Chigi Albani della Rovere, IV principe di Farnese (1769-1793)
- Agostino Chigi Albani della Rovere, V principe di Farnese (1793-1855)
- Sigismondo Chigi Albani della Rovere, VI principe di Farnese (1855-1877)
- Mario Chigi Albani della Rovere, VII principe di Farnese (1877-1914)
- Ludovico Chigi Albani della Rovere, VIII principe di Farnese (1914-1951)
- Sigismondo Chigi Albani della Rovere, IX principe di Farnese (1951-1970)

### Stati Uniti d'America
Nelle Forze armate statunitensi vi è il grado di United States Army Provost Marshal General, che è responsabile dei Military Police Corps, che riferisce direttamente al capo di stato maggiore dell'esercito.

### Turchia
Nell'Impero ottomano dopo l'abolizione del corpo dei giannizzeri da parte del sultano Mahmud II nel 1826 il titolo di Müşir (turco ottomano: مشير) venne trasformato in grado militare e anche nei primi anni della Repubblica di Turchia Müşir era il più alto grado militare. Dopo la prima guerra mondiale nel corso della guerra d'indipendenza turca, la Grande Assemblea Nazionale Turca conferì il titolo di Müşir il 19 settembre 1921 a Mustafa Kemal e il 31 agosto 1922 a Fevzi Çakmak i due soli generali nella storia della Repubblica Turca ad essere stati insigniti di questo titolo, che venne poi abolito con Legge N° 2590 del 26 novembre 1934 e sostituito con il grado di Mareşal, che può essere concesso solo ad un generale che abbia condotto vittoriosamente in battaglia una armata in almeno tre battaglie e pertanto Fevzi Çakmak è stato l'ultimo generale a cui è stato concesso questo titolo.